# Distrikt Llipata
Der Distrikt Llipata liegt in der Provinz Palpa in der Region Ica in Südwest-Peru. Der Distrikt wurde am 16. Januar 1953 gegründet. Er hat eine Fläche von 183 km². Beim Zensus 2017 lebten 1555 Einwohner im Distrikt Llipata. Im Jahr 1993 lag die Einwohnerzahl bei 1372, im Jahr 2007 bei 1420. Verwaltungssitz ist die im Nordwesten des Distrikts auf einer Höhe von 303 m gelegene Ortschaft Llipata mit 376 Einwohnern (Stand 2017). Llipata befindet sich 4 km südwestlich der Provinzhauptstadt Palpa. Einzige größere Ortschaft im Distrikt ist Carlos Tijero mit 771 Einwohnern. Die Nationalstraße 1S (Panamericana) von Palpa nach Nasca durchquert den Distrikt in südsüdöstlicher Richtung.

## Geographische Lage
Der Distrikt Llipata liegt am Fuße der peruanischen Westkordillere im Südosten der Provinz Palpa. Der Río Grande durchquert den äußersten Westen des Distrikts in südlicher Richtung. Im Nordwesten reicht der Distrikt bis zur Einmündung des Río Vizcas in den Río Grande, im zentralen Süden verläuft die Distriktgrenze entlang dem Nordufer des Río Ingenio (auch Quebrada Ingenio). Entlang den Flussläufen wird bewässerte Landwirtschaft betrieben. Ansonsten besteht das Gebiet aus Wüste. Im Osten des Distrikts erheben sich die westlichen Ausläufer der Westkordillere.
Der Distrikt Llipata grenzt im Nordwesten an die Distrikte Santa Cruz und Río Grande, im Norden an den Distrikt Palpa, im Nordosten an den Distrikt Ocaña (Provinz Lucanas, Region Ayacucho), im Südosten an den Distrikt El Ingenio sowie im Südwesten an den Distrikt Changuillo (die letzten beiden in der Provinz Nasca).

## Geoglyphe
Im Distrikt Llipata befinden sich mehrere Geoglyphe, die seit 1993 bzw. 2004 unter Denkmalschutz stehen. Drei größere Gruppen von Geoglyphe tragen die Bezeichnungen Shamán y sus aliados, Animales del desierto y donde observarlos und La Orca de Piedras Gordas.